# Weesperzijde (straat)

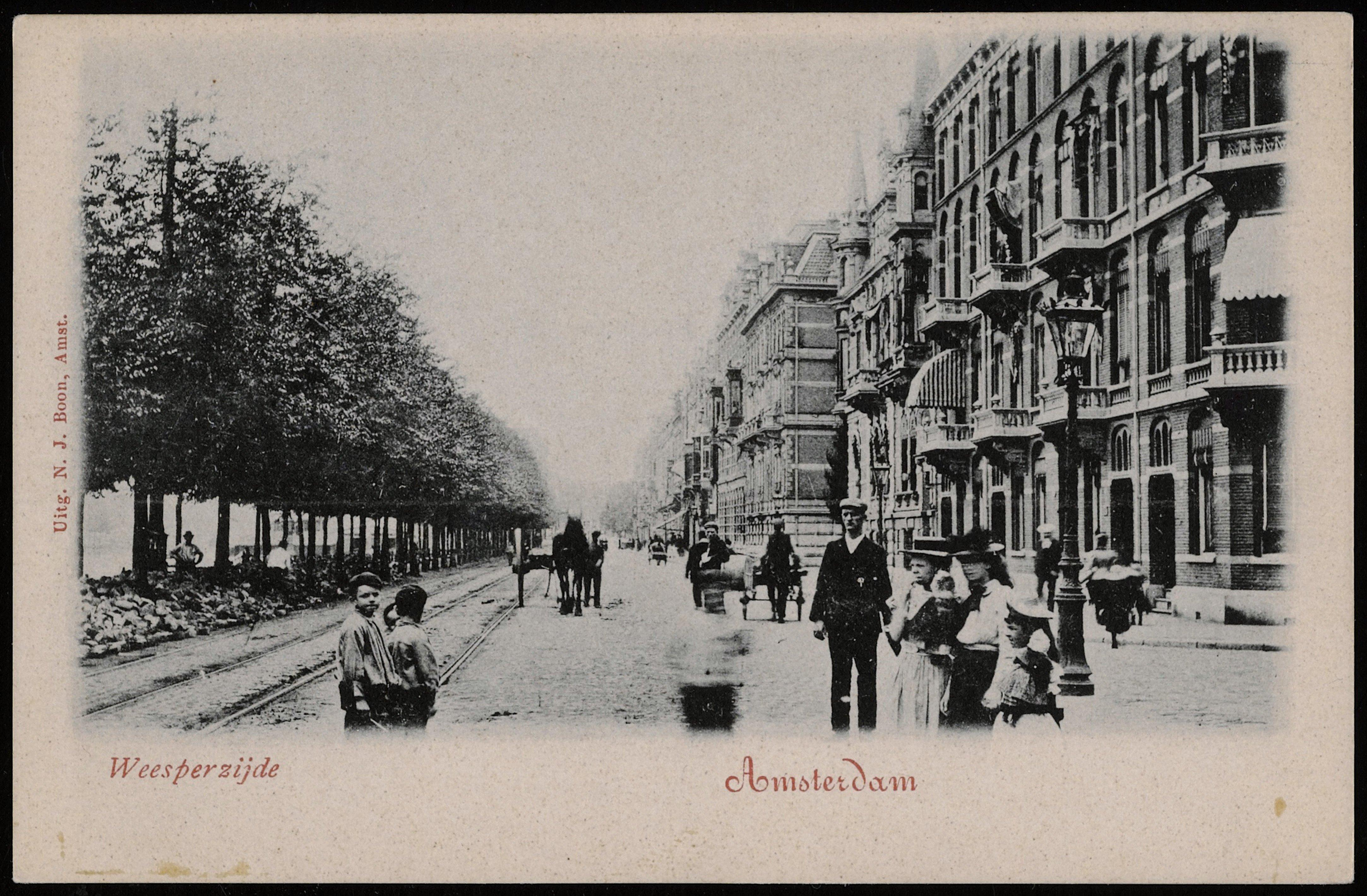
Weesperzijde met trambaan in circa 1900

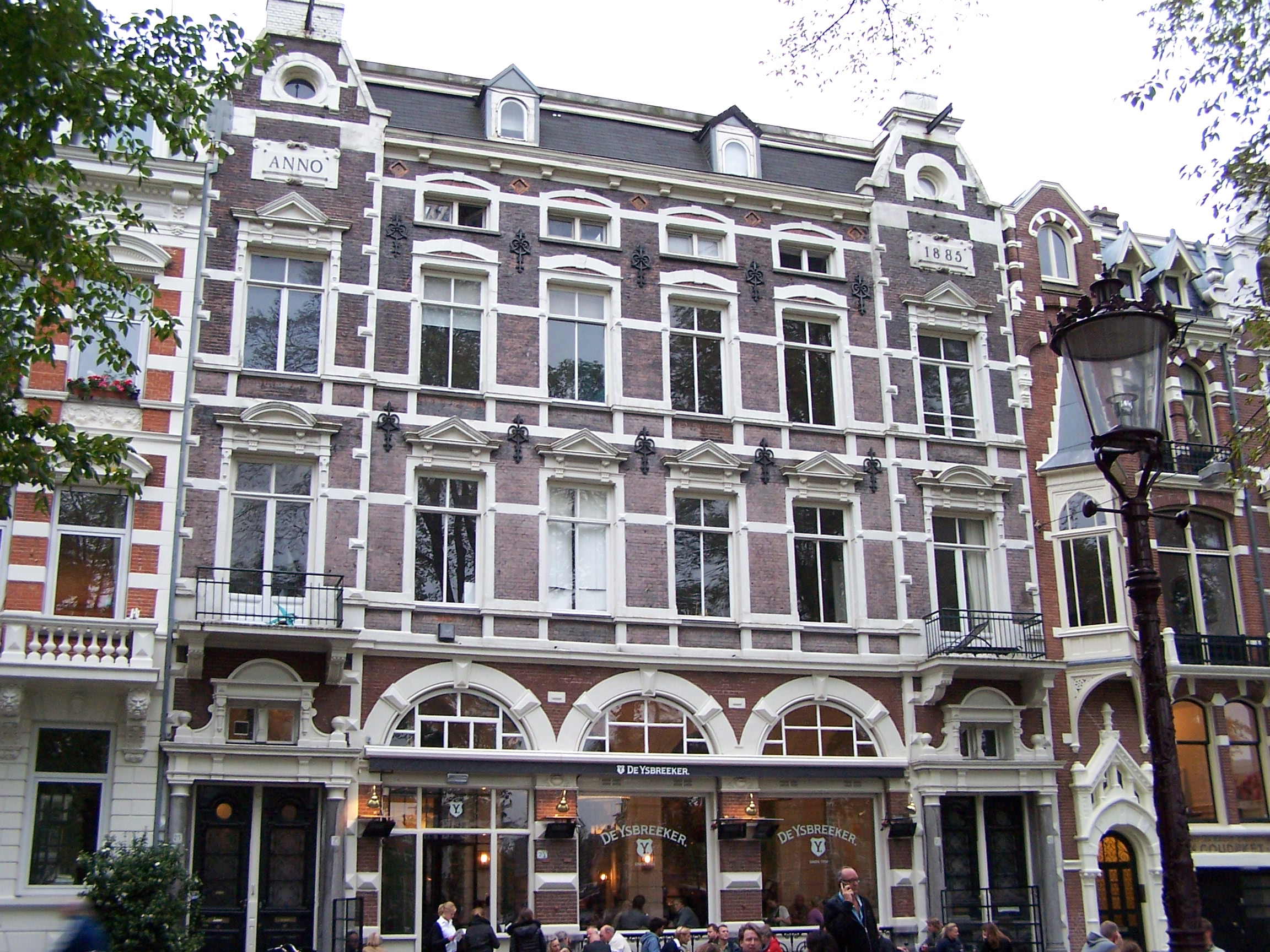
De Ysbreeker op nummer 23 (2011)

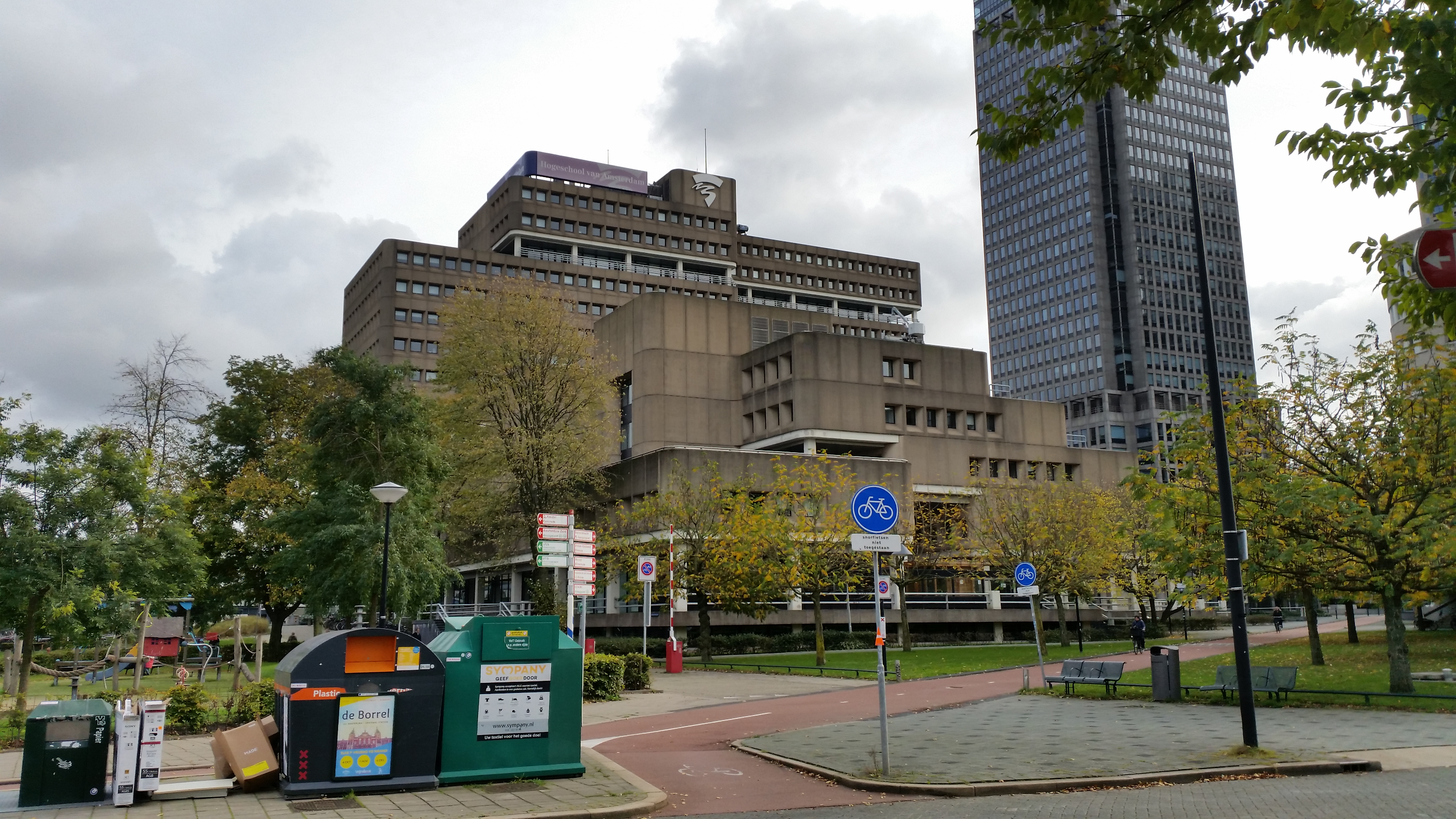
Fietspad ter hoogte van Leeuwenburg (2019)

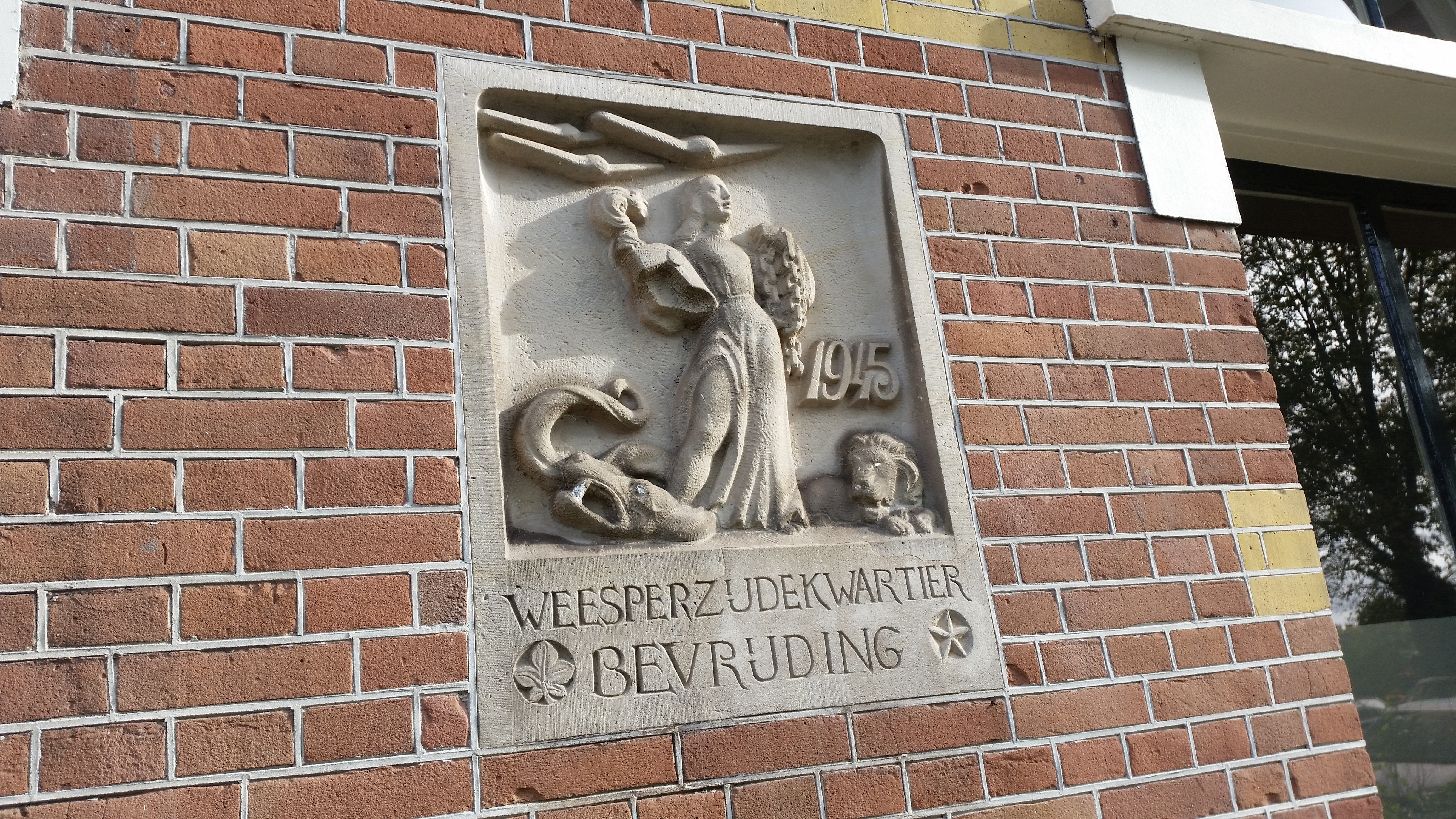
Herdenkingssteen (2019)

De Weesperzijde is een straat in Amsterdam-Oost.

## Geschiedenis
De straat is vernoemd naar Weesp. De Weesperzijde was na de drooglegging van de Watergraafsmeer in 1629 de belangrijkste uitvalsweg in de richting Weesp. De Zijde werd al snel gebruikt ter ontspanning en vermaak. Er waren herbergen met aanlegsteigers voor pleziervaartuigen, tuinhuizen en later zwembaden en roeiverenigingen als Poseidon en De Hoop. Nu nog bekende uitspanningen zijn voormalig journalistencafé Hesp en voormalig cultuurcentrum, nu grand café, De Ysbreeker.
In 2024 werd het Verdoonermonument onthuld ter nagedachtenis van een Joods pension en haar gasten op nr 141.

## Ligging
De definitie van de straat is door de jaren heen steeds aangepast aan de groei van Amsterdam, bijvoorbeeld door de annexatie van een deel van de gemeenten Nieuwer-Amstel (1896) en Watergraafsmeer (1921).
In de 21e eeuw begint de Weesperzijde aan de Mauritskade en loopt zuidwaarts. Ze ligt tot de wijk Omval op de oostelijke oever van de Amstel. Ze trekt vervolgens dwars door de Omval. Ze gaat weer verder aan de andere zijde van de Overzichtspoorbrug en loopt dan zuidoostwaarts langs de Weespertrekvaart tot aan de Duivendrechtsebrug. Ze ligt dan op het dijklichaam van genoemde vaart. 
De naam Weesperzijde had een tegenhanger in de Utrechtsezijde, die op de westelijke oever van de Amstel lag; deze werd in eind 19e eeuw omgedoopt tot Amsteldijk. De naam Utrechtsezijde werd enigszins dubieus toen de Weesperzijde ook dé uitvalsweg werd van Amsterdam naar Utrecht. Pas door de oplevering van de Utrechtsebrug in 1954 verviel de functie weer.
In de loop der jaren van haar bestaan is de kade steeds meer autoluw gemaakt. Het meest noordelijke deel voert eigenlijk nergens naar toe behalve de buurt. Ter hoogte van de Eerste Oosterparkstraat is zij enige tijd alleen voet- en fietspad, mede omdat hier een school is gevestigd. Ten zuiden daarvan volgt een verkeersstraat voor plaatselijk verkeer. Bij de Schollenbrug verandert ze weer in voet- en fietspad met alleen een uitrit voor nooddiensten. De Van der Kunbuurt is voor gemotoriseerd verkeer alleen bereikbaar via de Weesperzijde. Vanaf Omval tot aan Duivendrecht is het alleen voet- en fietspad, behalve het kleine traject Amstelplein en onder de spoorbrug.

## Gebouwen
Door haar geschiedenis zijn diverse bouwstijlen terug te vinden. Tot aan de Ringvaart Watergraafsmeer met de Schollenbrug is er sprake van een lommerrijke straat met monumentale 19e-eeuwse panden aan de bebouwde kant, een groenstrook (restanten van de tramlijnen) en woonboten aan de oeverzijde. Die bebouwing kwam in plaats van de bebouwing uit 17e eeuw. Mede vanwege het uitzicht op de Amstel en het vertier dat water en ijs boden, vestigden zich hier in de negentiende en twintigste eeuw veelal mensen uit de gegoede klasse, een aantal kent bescherming als monument. Aan de Weesperzijde bouwden bekende architecten als A.L van Gendt die ook het Concertgebouw ontwierp en de Spiegelpanden om de hoek in de Ruyschstraat, en Abraham Salm. In de periode 1975 - 1985 werden enkele karakteristieke panden 'gekraakt' om leegstand en afbraak tegen te gaan, zoals 't kasteeltje op nr 33, en huizenblokken tussen Blasiusstraat en Burmanstraat. 
Ter hoogte van de Burmanstraat ligt het clubhuis en sociëteit van de in 1848 opgerichte Koninklijke Amsterdamsche Roei- en Zeilvereeniging de Hoop.

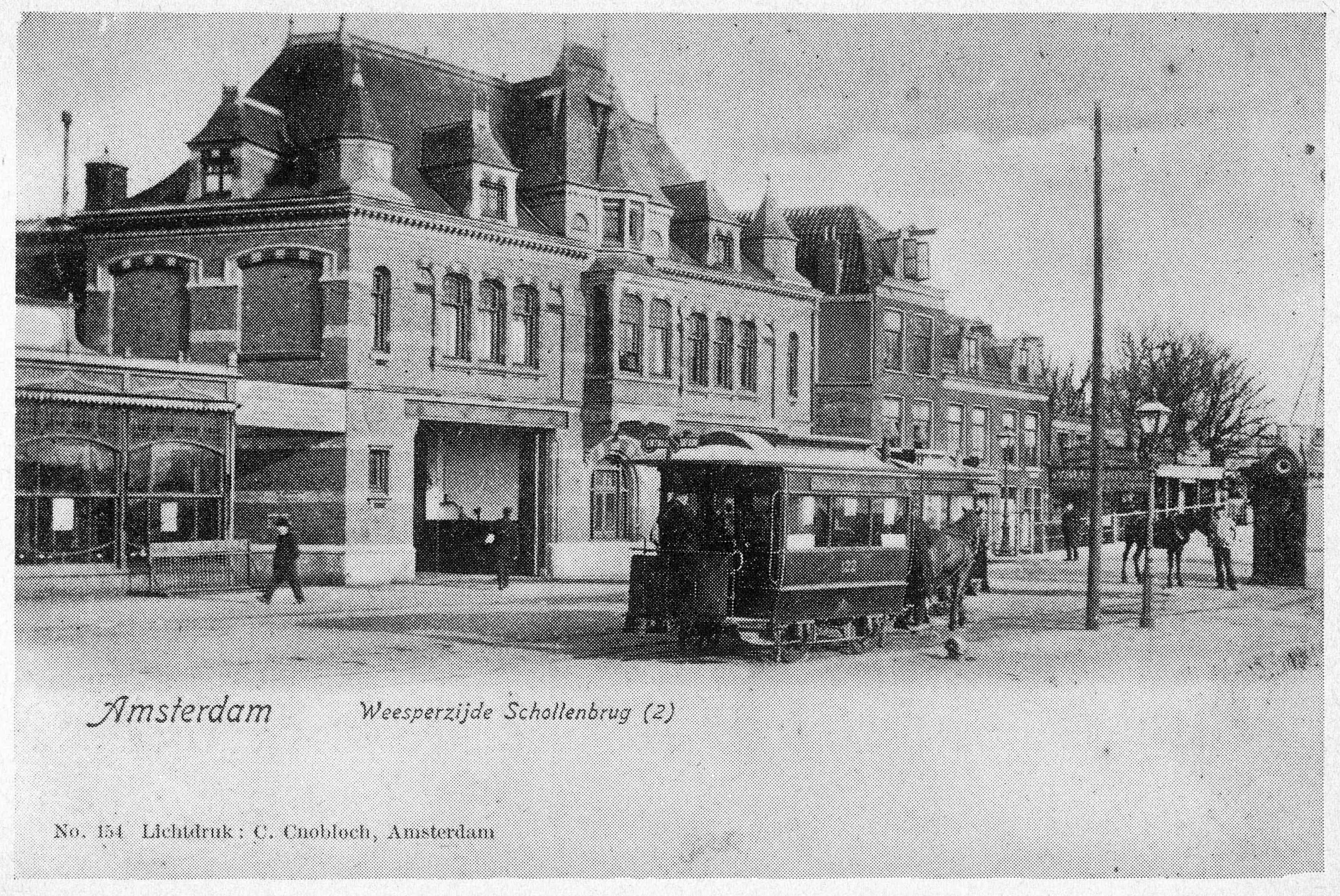
Paardentram bij de voormalige tramremise van de AOM aan de Weesperzijde.

Van 1892-1904 was ten noorden van de Schollenbrug paardentram Remise Weesperzijde gevestigd, het pand werd in 1906 afgestoten door de gemeente.   
Ten zuiden van de Schollenbrug volgt tot aan de Mr. Treublaan moderne kantoorbouw. Vervolgens trek de Weesperzijde langs de Van der Kunbuurt met arbeiderswoningen. In de wijk Omval lag vroeger een industriegebied met bijvoorbeeld fabrieken van Purilamento (conserven) en Blooker. Ook lag er het buurtje Amstelhoek. Beide moesten plaatsmaken voor hoogbouw als Rembrandttoren, Mondriaantoren, en Breitnertoren. Dit werd voorafgegaan door het complex Leeuwenburg.
Een controversieel gebouw staat op het adres Weesperzijde 79D, een felgroen gebouw van Thonik; daarvoor moet men wel via een poortgebouw een binnenterrein op.

## Kunstwerken
Gezien de lengte van de kade is het opmerkelijk dat in de Weesperzijde zelf maar een brug ligt, maar er is een aantal bruggen gebouwd om van de Weesperzijde naar de overzijde van de Amstel te komen. De Weesperzijde begint en eindigt ook middels bruggen. Van noord naar zuid:
- de Tulpbrug (brug 255) en Brug 325 verzorgen de verbinding met het noordelijker gelegen Professor Tulpplein; over dat complex ligt de veel grotere Torontobrug, die vanaf de Weesperzijde alleen voor voetgangers rechtstreeks een verbinding met de overzijde van de Amstel verzorgt;
- de Nieuwe Amstelbrug (brug 101) ligt ter hoogte van de Ruysschstraat en Blasiusstraat
- over de ringvaart Watergraafsmeer ligt de Schollenbrug even later gevolgd door de volgende oversteek over de Amstel, de Berlagebrug; zij vormen een geheel naar het ontwerp van Hendrik Petrus Berlage
- de Overzichtspoorbrug ligt over de weg
- ze eindigt onder de Gooiseweg met de Gooise Knoop met bruggen Duivendrechtsebrug (brug 1267) en brug 1269

## Openbaar vervoer
Van 1884 tot met 1942 was er een tramverbinding,
De eerste tramlijn over de Weesperzijde was de paardentramlijn Professor Tulpplein – Weesperzijde – Schollenbrug. Deze werd ingesteld in 1884. Op 12 maart 1904 kwam de elektrische tramlijn 5 hiervoor in de plaats, die tot 30 juli 1942 over de Weeperzijde reed. Van 1 april 1904 tot 1 mei 1908 bereed tramlijn 8 het gedeelte tussen de Sarphatistraat en Schollenbrug. Daarna tot 9 juli 1942 alleen het gedeelte tussen de Sarphatistraat en Ceintuurbaanbrug. Ook tramlijn 3 volgde deze route van 1903 tot 1942. Sindsdien rijdt de tram alleen nog een kort stukje tussen de Ceintuurbaanbrug en de Ruyschstraat over de Weesperzijde.